# Modibo Keïta (1942-2021)
Pour les articles homonymes, voir Modibo Keïta et Keita.
Ne doit pas être confondu avec le premier président du Mali homonyme.
Modibo Keïta, né le 31 juillet 1942 à Koulikoro et mort le 2 janvier 2021 à Bamako, est un homme d'État malien.

## Biographie
Après avoir été ministre des Affaires étrangères et de la Coopération internationale en 1987, sous le magistère du général Moussa Traoré, il est, de mars à juin 2002, Premier ministre du Mali, sous la présidence Alpha Oumar Konaré, qui l'avait déjà nommé auparavant conseiller à la présidence de la République, en 1997.
En 2008, il est nommé président de la Commission préparatoire des États généraux sur la corruption au Mali.
Le 24 avril 2014, dans la perspective de consolider le tissu social tant fragilisé après la guerre qu'a connu le Mali entre 2012 et 2013, Modibo Keïta a été nommé haut représentant du chef de l'État pour le dialogue inclusif inter-malien avec les groupes rebelles touaregs du Nord.
Il est à nouveau nommé Premier ministre du Mali le 8 janvier 2015 et entre en fonction le lendemain. Deux jours plus tard, il compose un nouveau gouvernement avec 29 membres, 8 membres de l'ancien gouvernement étant renvoyés, 6 nouveaux membres faisant leur entrée.
Il annonce sa démission le 8 avril 2017.

## Sources
- Birama Fall, « États généraux sur la corruption au Mali : Modibo Kéita, victime d’une cabale », Le Républicain, 3 juillet 2008.
- Biographie de Modibo Keïta sur aBamako.com.